# Richard Socrier
Richard Socrier (nacido el 28 de marzo de 1979 en París, Francia) es un futbolista guadalupeño que juega en la posición de delantero. Actualmente milita en el Angers SCO de la Ligue 2 de Francia.

## Selección nacional
Ha sido internacional con la Selección de fútbol de Guadalupe, ha jugado 8 partidos internacionales y ha anotado 1 gol.

### Participaciones Internacionales
| Torneo                          | Sede           | Resultado    |
| ------------------------------- | -------------- | ------------ |
| Copa de Oro de la CONCACAF 2007 | Estados Unidos | Semifinal    |
| Copa de Oro de la CONCACAF 2011 | Estados Unidos | Primera fase |

## Clubes
| Club                  | País    | Año       |
| --------------------- | ------- | --------- |
| Stade Laval           | Francia | 2001-2003 |
| AS Cherbourg Football | Francia | 2003-2004 |
| FC Metz               | Francia | 2004-2005 |
| LB Châteauroux        | Francia | 2005-2006 |
| Stade Brestois 29     | Francia | 2006-2010 |
| AC Ajaccio            | Francia | 2010-2012 |
| Angers SCO            | Francia | 2012-2014 |
| Paris FC              | Francia | 2014-     |